# Linea U4 (metropolitana di Vienna)
La linea U4 è una linea della metropolitana di Vienna, in Austria. La linea venne aperta al pubblico l'8 maggio 1976. Si estende per 16,4 km tra le stazioni di Hütteldorf e Heiligenstadt. Il tempo di percorrenza della linea è di 29 minuti. È composta da 20 stazioni, di cui 19 sotterranee. Il colore che la identifica è il verde.

## Storia
Parte del tracciato usato dalla linea U4 apparteneva già alla linea ferroviaria cittadina della Stadtbahn, operata da treni a vapore, aperta tra il 1898 e il 1901 come risultato finale di una serie di progetti evolutisi nel tempo. All'inizio del XX secolo il tema della realizzazione di linee di trasporto sotterranee prese piede e furono concepiti alcuni progetti, che non ebbero seguito a causa dello scoppio della prima guerra mondiale, della crisi economica che ne seguì e infine degli avvenimenti che portarono alla seconda guerra mondiale. Nel dopoguerra il tema delle metropolitane tornò di attualità e divenne elemento di dibattito elettorale dei due principali partiti, il Partito Popolare Austriaco, favorevole al progetto e il Partito Socialdemocratico d'Austria, che era contrario. La situazione si sbloccò alla fine degli anni sessanta, quando iniziarono i lavori di realizzazione della rete metropolitana.
Per la U4 questo comportò l'ammodernamento delle infrastrutture i cui lavori durarono dall'8 maggio 1976 al 20 dicembre 1981. Il primo tratto tra Heiligenstadt e Friedensbrücke fu aperto l'8 maggio 1976. Successivamente venne aperto il tratto da Friedensbrücke e Schottenring nel 3 aprile 1978 e l'ultima tratta venne inaugurata il 20 dicembre 1981. Nel 1995 fu aperta la nuova stazione intermedia di Spittelau, subito prima del capolinea di Heiligenstadt.

## Stazioni
Nell'elenco che segue, a fianco ad ogni stazione, sono indicati l'anno di entrata in servizio, i servizi presenti e gli eventuali interscambi ferroviari:

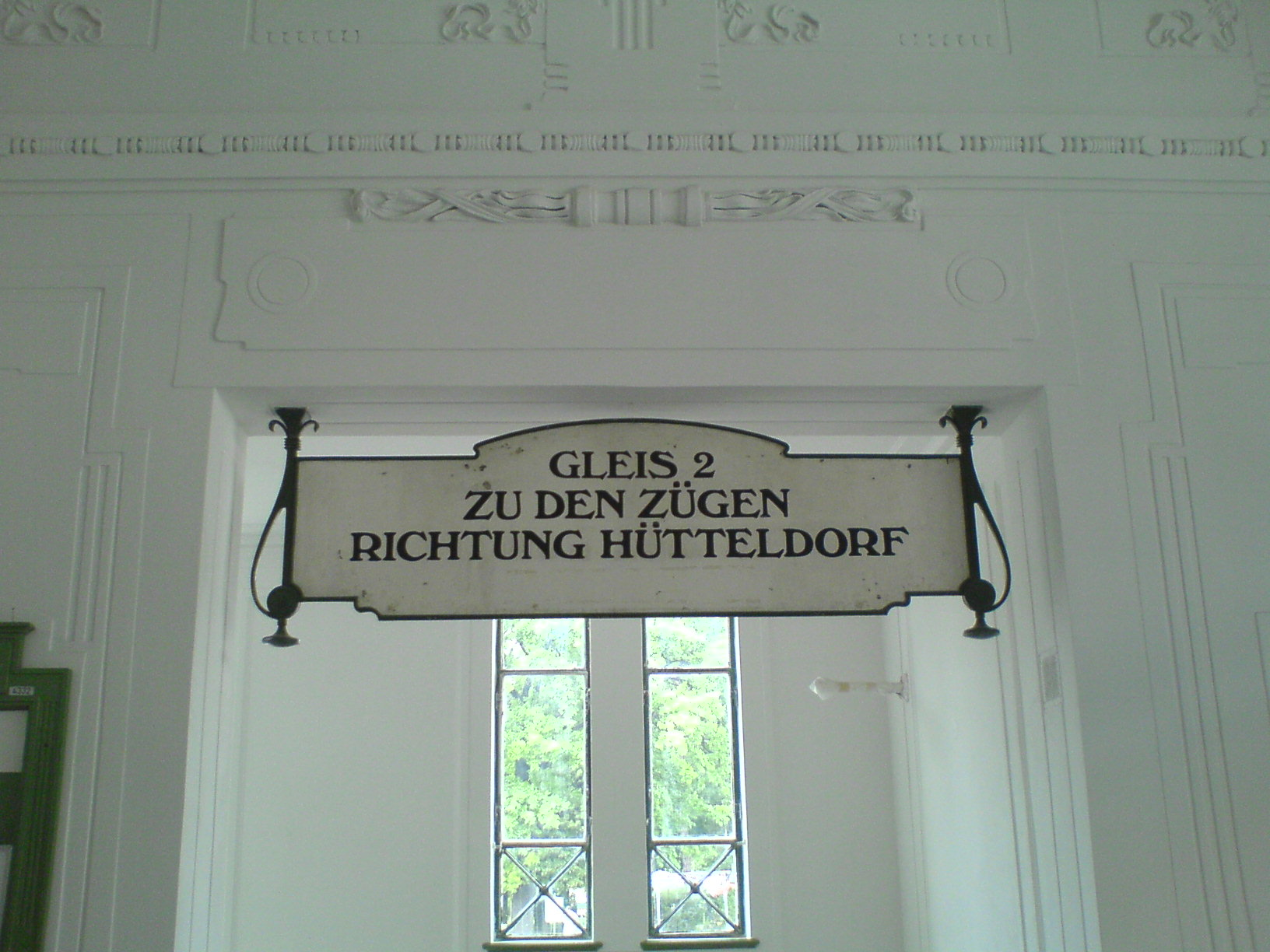
Particolare della stazione di Schönbrunn

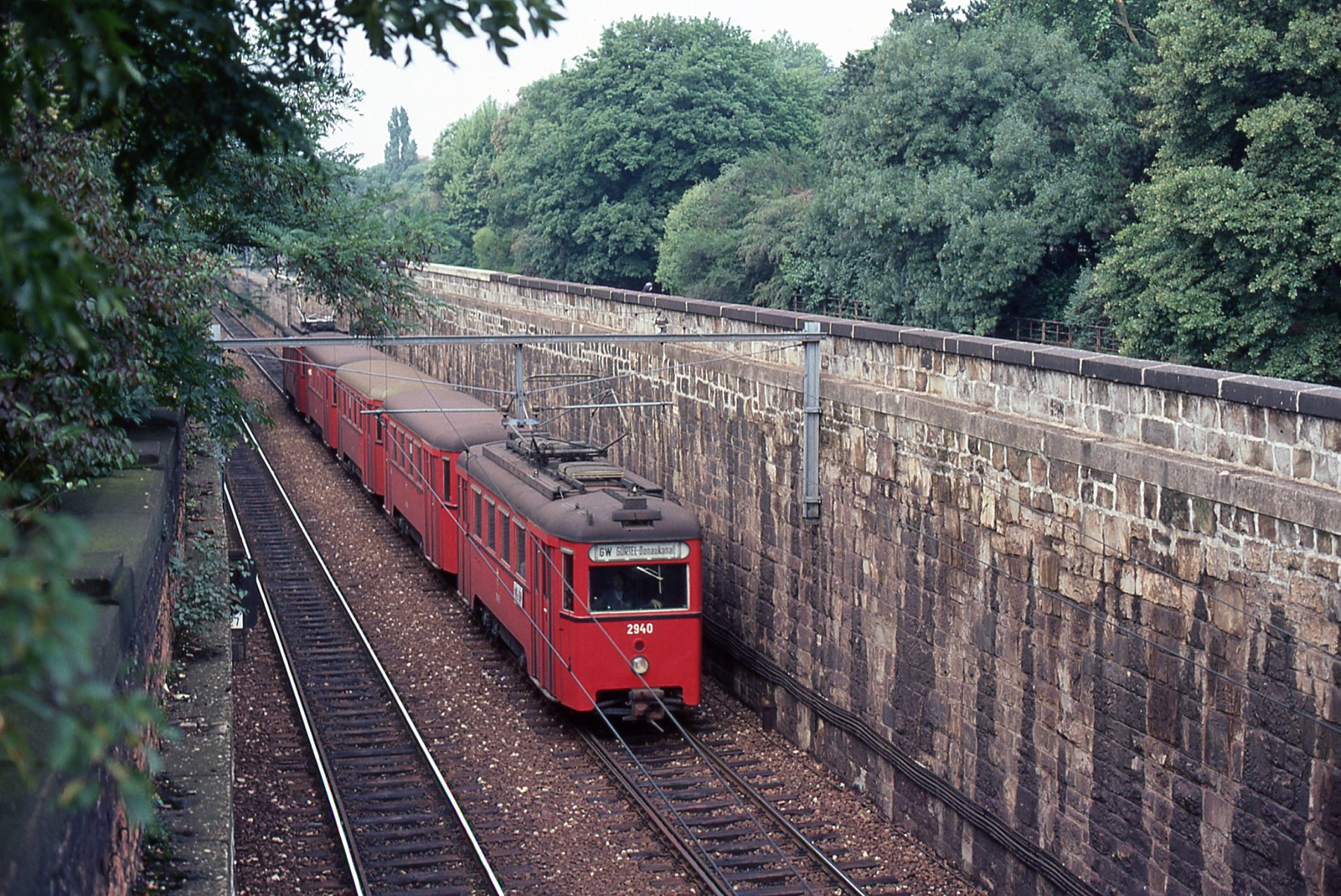
Uno dei vecchi treni utilizzati sulla linea

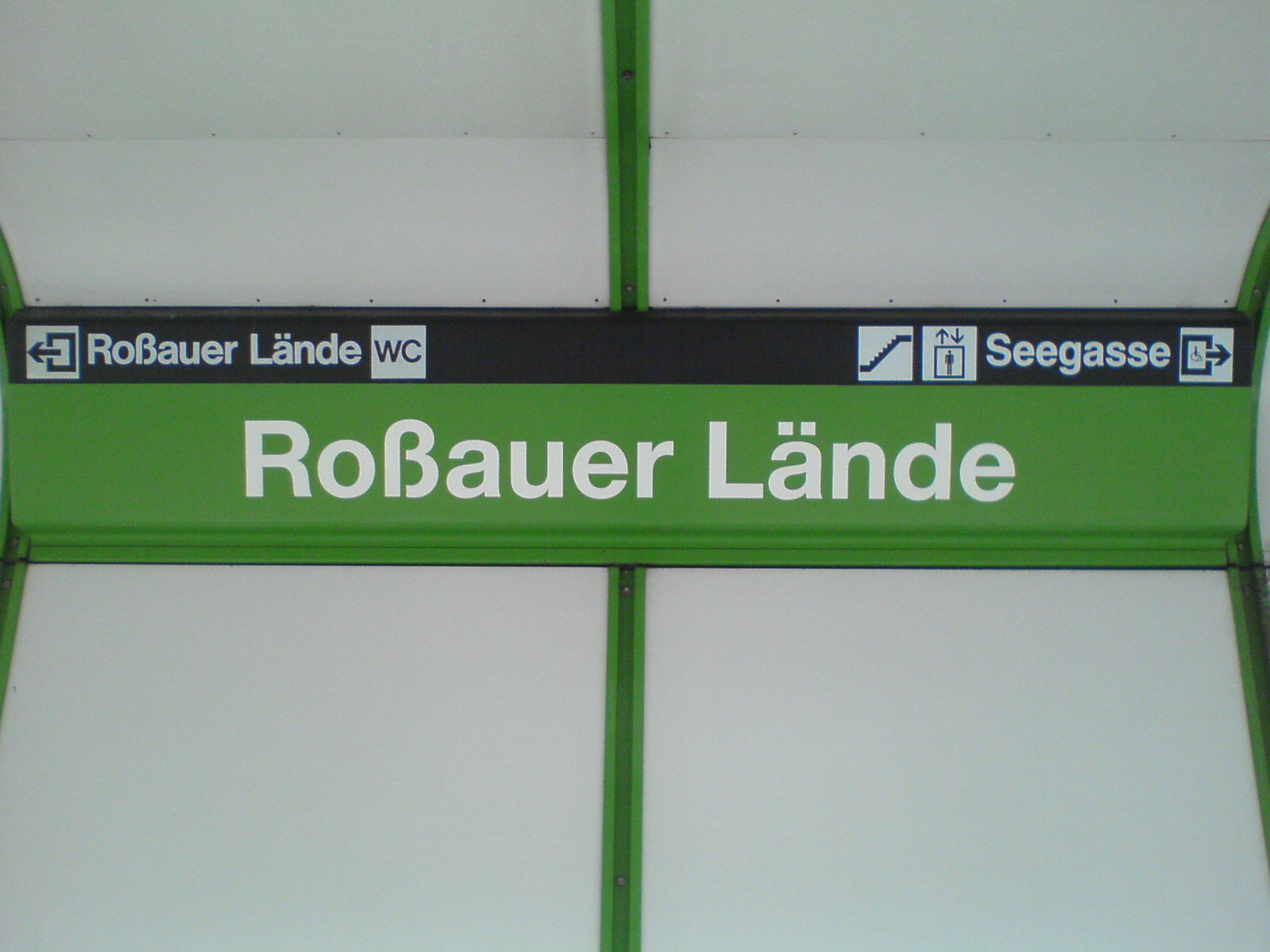
Uno dei cartelli presenti nella stazione di Roßauer Lände

| Urban head station |

| Unknown route-map component "uKRW+l" | Unknown route-map component "uKRWgr" |  |

| Urban non-passenger end station | Unknown route-map component "uÜST" |  |

| Unknown route-map component "uhKRZWae" |

| Urban stop on track |

| Unknown route-map component "uÜST" |

| Urban stop on track |

| Urban stop on track |

| Unknown route-map component "uPSLm" |

| Urban stop on track |

| Urban stop on track |

| Unknown route-map component "uPSLm" |

| Unknown route-map component "utSTRa" |

| Urban tunnel stop on track |

| Unknown route-map component "utSTRe" |

| Unknown route-map component "uÜST" |

| Unknown route-map component "utSTRa" |

| Unknown route-map component "utSTRq" | Unknown route-map component "utABZg+r" |  |

| Unknown route-map component "utINT" |

| Unknown route-map component "utSTRe" |

|  | Unknown route-map component "uABZgl" | Unknown route-map component "uhKRZWaeq" |

| Unknown route-map component "utSTRa" |

| Unknown route-map component "utÜSTr" |

| Unknown route-map component "utSTRe" |

| Urban stop on track |

| Unknown route-map component "uÜST" |

| Unknown route-map component "uextSTRq" | Unknown route-map component "uTHSTxt" | Unknown route-map component "uextSTRq" |

| Unknown route-map component "uÜST" |

| Urban stop on track |

| Unknown route-map component "utSTRa" |

| Unknown route-map component "utSTRq" | Unknown route-map component "utTINTto" | Unknown route-map component "utSTRq" |

| Unknown route-map component "utPSLm" |

| Unknown route-map component "utCSTRa" |

| Unknown route-map component "uCHST" |

| Unknown route-map component "utCSTRe" |

| Unknown route-map component "utÜST" |

| Unknown route-map component "utSTRq" | Unknown route-map component "utTINTto" | Unknown route-map component "utSTRq" |

| Unknown route-map component "utÜST" |

| Unknown route-map component "uhtSTRe" |

| Unknown route-map component "uhKRZW" |

| Unknown route-map component "uhtSTRa" |

| Unknown route-map component "utABZg+l" |

| Unknown route-map component "utPSLm" |

| Unknown route-map component "utSTRq" | Unknown route-map component "utTINTto" | Unknown route-map component "utSTRq" |

| Unknown route-map component "utPSLm" |

| Unknown route-map component "utSTRq" | Unknown route-map component "utTHSTto" | Unknown route-map component "uetABZq+l" |

|  | Unknown route-map component "uetABZgl" | Unknown route-map component "uextSTRr" |

| Unknown route-map component "utABZg+l" |

| Unknown route-map component "utPSLm" |

| Unknown route-map component "utCSTRa" |

| Unknown route-map component "uCHST" |

| Unknown route-map component "utCSTRe" |

| Unknown route-map component "utÜSTl" |

| Unknown route-map component "utSTRe" |

| Urban stop on track |

| Unknown route-map component "uÜSTr" |

| Unknown route-map component "utSTRa" |

| Unknown route-map component "utSTRe" |

| Unknown route-map component "uexhSTR+l" | Unknown route-map component "ueABZgr" |  |

| Unknown route-map component "uehABZql" | Unknown route-map component "uTINTh" | Unknown route-map component "uehABZq+l" |

| Unknown route-map component "uKRW+l" | Unknown route-map component "uKRWgr" | Unknown route-map component "uexhSTR" |

| Urban non-passenger station/depot on track | Unknown route-map component "uPSLm" | Unknown route-map component "uexhSTR" |

| Unknown route-map component "uKRWl" | Unknown route-map component "uKRWg+r" | Unknown route-map component "uexhSTRe" |

|  | Unknown route-map component "ueABZg+l" | Unknown route-map component "uexSTRr" |

| Urban End station |

|  |